# أولشتين
أولشتين (بالإنجليزية: Olsztyn)‏ هي مدينة تقع على نهر yna في شمال بولندا. هي عاصمة محافظة وارميان-ماسوريان ، وهي مدينة لها حقوق مقاطعة. قدر عدد سكان المدينة بـ 169.793 نسمة في عام 2021.
أولشتين هي أكبر مدينة في وارميا ، وكانت عاصمة المقاطعة منذ عام 1999. في نفس العام ، تأسست جامعة وارميا وماسوريا من اندماج ثلاث جامعات محلية أخرى. اليوم ، يضم الفصل Castle of Warmian Cathedral Chapter متحفًا وهو مكان لإقامة الحفلات الموسيقية والمعارض الفنية وعروض الأفلام وغيرها من الأحداث الثقافية ، مما يجعل من أولشتين وجهة سياحية شهيرة. المدينة هي مقر رئيس أساقفة أبرشية الروم الكاثوليك في وارميا.
تشمل أهم المعالم السياحية في المدينة المدينة القديمة التي تعود للقرون الوسطى وكاتدرائية سانت جيمس برو (كنيسة أبرشية سانت جيمس السابقة) ، والتي يعود تاريخها إلى أكثر من 600 عام. تعد ساحة السوق جزءًا من الطريق الأوروبي للطوب القوطي ، وتعتبر الكاتدرائية الموالية أحد أعظم آثار العمارة القوطية في بولندا.

## وصلات خارجية
- الموقع الرسمي